# Meroscelisus thoracicus
Meroscelisus thoracicus is een keversoort uit de familie van de boktorren (Cerambycidae). De wetenschappelijke naam van de soort werd voor het eerst geldig gepubliceerd in 1942 door Campos-Seabra.